# 코모로의 국기

코모로의 국기 비율 3:5

코모로의 국기는 1975년에 처음 제정되었으며, 이후 여러 차례의 변경을 거쳐 2001년 12월 23일에 현재의 국기로 제정되었다. 노란색, 하얀색, 빨간색, 파란색 네 가지 색으로 구성된 가로 줄무늬에 깃대 쪽으로 초록색 삼각형이 그려져 있다. 초록색 삼각형 안에는 하얀색 초승달과 세로 방향으로 놓여 있는 네 개의 하얀색 별이 그려져 있다.
네 개의 하얀색 별과 네 가지 색의 줄무늬는 코모로 제도를 구성하고 있는 네 개의 큰 섬을 의미하는데, 노란색은 모엘리섬을, 하얀색은 마요트섬(프랑스의 영토이나, 코모로는 마요트섬의 영유권을 주장하고 있다.)을, 빨간색은 앙주앙섬을, 파랑은 그랑드코모르섬을 의미하며, 하얀색 초승달과 초록색은 코모로의 종교인 이슬람교의 상징이다.

## 색상
| 색상 | 초록               | 노랑                | 하양                  | 빨강                | 파랑               |
| ---- | ------------------ | ------------------- | --------------------- | ------------------- | ------------------ |
| RGB  | 0–150–57 (#009639) | 255–209–0 (#FFD100) | 255–255–255 (#FFFFFF) | 239–51–64 (#EF3340) | 0–61–165 (#003DA5) |

## 이전의 국기

1963년~1975년 11월 12일
1975년 11월 12일~1978년 9월 30일
1978년 10월 1일~1992년 6월 6일
1992년 6월 7일~1996년 10월 5일
1996년 10월 6일~2001년 12월 22일
1996년 10월 6일~2001년 12월 22일 (뒷면)

## 각 섬의 깃발

앙주앙섬
그랑드코모르섬
모엘리섬